# Aoshachia lutea
Aoshachia lutea là một loài bướm đêm trong họ Geometridae.